# Protoptila morettii
Protoptila morettii là một loài Trichoptera trong họ Glossosomatidae. Chúng phân bố ở miền Tân bắc.